# Concertino para trompa y orquesta (Weber)
El Concertino para trompa y Orquesta en mi menor, J188 (op. 45) fue compuesto en 1806 y revisado en 1815 por Carl Maria von Weber. Es un trabajo extremadamente exigente, que se reproduce en la trompa natural, para el que fue escrito, o en la trompa de válvula moderna. El solista está acompañado por una pequeña orquesta. Requiere, entre otras hazañas, la producción de lo que en realidad es un acorde de cuatro notas que usa la interacción entre el zumbido y el sonido del instrumento, una técnica conocida como multifónicos.
El trabajo es ampliamente grabado y realizado, apareciendo en el repertorio de conocidos trompistas como Hermann Baumann, Barry Tuckwell y David Pyatt.
Originalmente fue escrito para trompa natural, y el auténtico movimiento de ejecución no dice nada sobre este instrumento; por ejemplo, por Anthony Halstead con la Hannover Band.

## Instrumentación
El Concertino es para una pequeña orquesta de:
1 Flauta,
2 Clarinetes,
2 Fagotes,
2 Trompas, 
2 Trompetas,
Timbales,
Cuerda

## Estructura
La forma está vagamente construida y puede describirse como introducción (lenta), tema (andante), variaciones, recitativo, polonesa (Warrack ,  1976, p. 168).

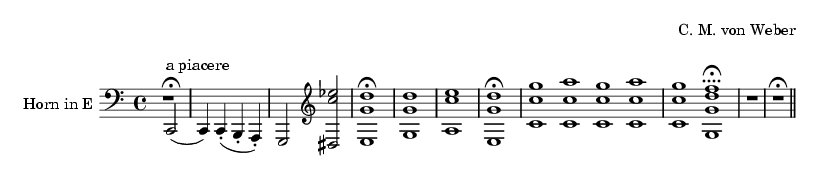
Una cadencia de la obra; indicación instrumental: «trompa en Mi».